# Dasarecios

Mapa de Epiro con la localización de los dasarecios y otros pueblos.

Dasarecios (en latín: Dassaretii) es el nombre de una tribu iliria del noreste de Iliria quienes, según Estrabón, habitaban cerca del río Morava meridional entre los ardieos de la zona litoral y los dardanios del interior. Según Apiano descendían de Dasaro, una hija de Ilirio. A pesar de la similitud de la grafía en latín, no deben confundirse con los dasaretas/dexaros, una subtribu de los caones de Epiro.